# Malurus
Malurus – rodzaj ptaków z podrodziny chwostek (Malurinae) w obrębie rodziny chwostkowatych (Maluridae).

## Zasięg występowania
Rodzaj obejmuje gatunki występujące w Australii (wraz z Tasmanią), na Nowej Gwinei i sąsiednich wyspach.

## Morfologia
Długość ciała 13–16 cm; masa ciała 6–17 g.

## Systematyka
Rodzaj zdefiniował w 1816 roku francuski przyrodnik Louis Jean Pierre Vieillot w publikacji swojego autorstwa Analyse d’une nouvelle ornithologie élémentaire. Gatunkiem typowym rodzaju jest chwostka szafirowa (Malurus cyaneus).

### Etymologia
- Malurus: gr. μαλος malos (właściwie αμαλος amalos) „delikatny”; ουρα oura „ogon”[11].
- Todopsis: rodzaj Todus Brisson, 1760 (płaskodziobek); οψις opsis, οψεως opseōs „wygląd, oblicze, twarz”[12]. Typ nomenklatoryczny: Todus cyanocephalus Quoy & Gaimard, 1830.
- Musciparus: zbitka wyrazowa nazw rodzajów: Muscicapula Blyth, 1843 (muchołówka) i Parus Linnaeus, 1758 (sikora)[13]. Typ nomenklatoryczny: Musciparus tappenbecki Reichenow, 1897 (= Malurus alboscapulatusA.B. Meyer, 1874).
- Leggeornis: ppłk William Vincent Legge (1840–1918), armia australijska; gr. ορνις ornis, ορνιθος ornithos „ptak”[14]. Typ nomenklatoryczny: Malurus lamberti Vigors & Horsfield, 1827.
- Rosina: Ethel Rosina White (1876–1926), żona australijskiego ornitologa kpt. Samuela White’a[15]. Typ nomenklatoryczny: Malurus coronatus Gould, 1858.
- Ryania: Sir Charles Snodgrass Ryan (1853–1926), australijski chirurg, ornitolog, współzałożyciel RAOU[16]. Typ nomenklatoryczny: Muscicapa melanocephala Latham, 1801.
- Nesomalurus: gr. νησος nēsos „wyspa” (Wyspa Barrowa, Australia); rodzaj Malurus Vieillot, 1816[17]. Typ nomenklatoryczny: Malurus edouardi[a] A.J. Campbell, 1901.
- Devisornis: wiel. Charles Walter DeVis (oryginalnie Devis, późniejsze piśmiennictwo obejmuje de Vis i De Vis) (1829–1915), angielski przyrodnik, kolekcjoner, kurator Queensland Museum w latach 1882–1905; gr. ορνις ornis, ορνιθος ornithos „ptak”[18]. Typ nomenklatoryczny: Malurus alboscapulatus A.B. Meyer, 1874.
- Psitodos: anagram nazwy rodzajowej Todopsis Bonaparte, 1854[19]. Typ nomenklatoryczny: Tchitrea coeruleocephala G.R. Gray, 1846 (= Todus cyanocephalus Quoy & Gaimard, 1830).

### Podział systematyczny
Badanie genetyczne sugerują, że takson ten tworzy grupę siostrzaną wraz z Clytomyias i Chenorhamphus. Do rodzaju należą następujące gatunki:
- Malurus cyanocephalus (Quoy & Gaimard, 1830) – chwostka modra
- Malurus coronatus Gould, 1858 – chwostka koroniasta
- Malurus elegans Gould, 1837 – chwostka jasnowąsa
- Malurus pulcherrimus Gould, 1844 – chwostka świetna
- Malurus amabilis Gould, 1852 – chwostka modrogłowa
- Malurus assimilis North, 1901 – chwostka pyszna
- Malurus lamberti Vigors & Horsfield, 1827 – chwostka rudoskrzydła
- Malurus cyaneus (Ellis, 1782) – chwostka szafirowa
- Malurus splendens (Quoy & Gaimard, 1830) – chwostka wspaniała
- Malurus alboscapulatus A.B. Meyer, 1874 – chwostka żałobna
- Malurus melanocephalus (Latham, 1801) – chwostka czerwonogrzbieta
- Malurus leucopterus C. Dumont, 1824 – chwostka białoskrzydła